# Menemerus wuchangensis
Menemerus wuchangensis là một loài nhện trong họ Salticidae.
Loài này thuộc chi Menemerus. Menemerus wuchangensis được Ehrenfried Schenkel-Haas miêu tả năm 1963.